# Knihovny.cz
Knihovny.cz je portál, který poskytuje jednotný přístup ke službám knihoven v České republice. Umožňuje vyhledávat z jednoho místa ve všech jejich katalozích, objednávat, rezervovat dokumenty a řadu dalších služeb, a to na jediné společné přihlášení. Jedná se o unikátní knihovní službu, která má za cíl zpřístupnit čtenářům z celé republiky knihovní fondy na jenom místě. Portál vznikl jako dílčí výstup projektu pod původním názvem Centrální portál knihoven. Jedná se o dlouhodobý společný projekt knihoven v ČR, který vychází z Koncepce rozvoje knihoven na léta 2011–2015 a je důležitou součástí nové koncepce pro léta 2017–2020.

## Obecné shrnutí
Portál Knihovny.cz představuje nový způsob propojení služeb jednotlivých zúčastněných knihoven. Jeho hlavní tezí je: „vytvořit silný centrální portál poskytující kvalitní, pohotové služby, které umožní klientům získat požadovaný dokument v tradiční tištěné nebo digitální formě či informaci kdykoli, odkudkoli a kdekoli.“
Cílem tedy je vytvořit jednotný komfortní přístup k fondům a službám českých knihoven. Katalogy knihoven a jednotlivé informační zdroje je možné prohledávat v uživatelsky přívětivém rozhraní. Pro zpřístupnění některých služeb je nutné provést pouze jedno ověření identity. Uživatel díky portálu získává přístup k požadovaným dokumentům přímo z domova a to buď zdarma, nebo za poplatek. Služby zúčastněných knihoven jsou díky portálu dostupné i pro hendikepované, nebo pro obyvatele menších obcí.
Portál Knihovny.cz lze charakterizovat jako tzv. discovery systém. Představuje generačního nástupce dnes fungující Jednotné informační brány, díky které lze z jednotného uživatelského rozhraní prohledávat informační zdroje tuzemského a zahraničního charakteru a Souborného katalogu ČR.
Je zprovozněn na open sourcovém systému VuFind. Pro indexaci a vyhledávání je využíván systém SOLR, ten je také volně dostupný, stejně jako systém Piwik, který zpracovává statistiky návštěvnosti.

## Historie vzniku
Podnět pro vybudování portálu vznikl v roce 2010 na výjezdním zasedání Ústřední knihovnické rady a přizvaných expertů. Na zasedání byla zdůrazněna nutnost podpory centrálních služeb jako jedné z priorit Koncepce rozvoje knihoven na léta 2011–2015. V té byl projekt Knihovny.cz v roce 2011 zakotven jako Cíl 6: Vytvořit jednotné rozhraní systému knihoven s cílem zprostředkování všech nabízených služeb z každé knihovny.
Po schválení Koncepce rozvoje knihoven došlo ke zprovoznění informačního portálu Knihovny.cz. Rovněž byl vytvořen první projektový záměr, na jehož základě mělo dojít k oslovení potenciálních dodavatelů technologického řešení. Původních prací se zhostila menší skupina ředitelů zainteresovaných knihoven a přizvaných expertů.
V roce 2013 došlo k profesionalizaci a formálnímu ukotvení projektu. Byly jmenovány jednotlivé pracovní skupiny (např. pracovní skupina pro informační zdroje, pro centrální portál, pro sdílení identit a online platby atd.) Ve stejném roce byl rovněž proveden průzkum očekávání knihoven a jejich uživatelů.
Na základě nárůstu teoretických a praktických zkušeností jednotlivých pracovních skupin došlo k rozhodnutí o tom, že žádné z „hotových řešení“ dodavatelů nemůže plně pokrýt požadovaný rámec. Z tohoto důvodu byla v roce 2014 pověřena Moravská zemská knihovna (MZK) vyvinutím portálu vlastními silami.
Rok následující přinesl již funkční jádro portálu a zprovoznění tzv. beta verze. Probíhalo postupné začleňování knihoven. Ve spolupráci s dodavateli knihovních systémů se pracovalo na sladění jednotlivých komunikačních rozhraní. Nejdříve se pracovalo na odladění rozdílů v rámci jedné knihovny a teprve následně byly přidávány knihovny využívající stejný knihovní systém. Z důvodu časové náročnosti a nedostatečného počtu již zapojených knihoven bylo spuštění ostré verze portálu odloženo na rok 2016.
Zpřístupnění plné verze veřejnosti bylo uskutečněno 26. října 2016. Portál je dostupný na internetové adrese www.knihovny.cz. Do roku 2020 měl projekt fungovat již v plné míře a měl představovat primární vstup do systému většiny českých knihoven.

## Zdroje a funkce Portálu Knihovny.cz

### Zdroje
Budoucnost portálu směřuje k jednotnému přístupu ke službám českých a moravských knihoven. V roce 2022 bylo v systému zapojeno celkem 84 knihoven a další se na zapojení chystaly-
Mezi první zapojené knihovny patřily:
- Jihočeská vědecká knihovna v Českých Budějovicích
- Knihovna Akademie věd ČR
- Knihovna Jana Drdy Příbra]
- Knihovna Petra Bezruče v Opavě
- Krajská knihovna Františka Bartoše ve Zlíně
- Krajská vědecká knihovna v Liberci
- Krajská knihovna Vysočiny
- Městská knihovna Česká Třebová
- Městská knihovna Chodov
- Městská knihovna Kutná Hora
- Městská knihovna Tábor
- Městská knihovna v Praze
- Moravská zemská knihovna
- Moravskoslezská vědecká knihovna v Ostravě
- Národní knihovna České republiky
- Národní lékařská knihovna
- Národní technická knihovna
- Severočeská vědecká knihovna v Ústí nad Labem
- Středočeská vědecká knihovna v Kladně
- Studijní a vědecká knihovna v Hradci Králové
- Ústav mezinárodních vztahů – knihovna
- Vědecká knihovna v Olomouci
- Městská knihovna v Přerově
- Městská knihovna Ústí nad Orlicí

Kromě těchto knihoven jsou do portálu začleněny i další informační zdroje (Souborný katalog České republiky, souborná databáze výběrově zpracovaných článků z českých periodik – ANL, Manusriptorium, Bibliographia medica Čechoslovaca atd.)

### Funkce společné
U všech zapojených knihoven portál uživateli umožňuje:
- vyhledávat publikace v knihovních katalozích za pomoci jediného vyhledávacího řádku
- práci s výpůjčkami (objednání ze skladu, rezervace, prodloužení atd.)
- přehled o výpůjčkách, výpůjční době, poplatcích a platnosti registrace

### Funkce vybrané
U některých knihoven může uživatel navíc využít následující funkce:
- provedení online registrace, či vzdálené registrace
- zaplacení poplatků a pokut
- fulltextové vyhledávání v některých elektronických zdrojích
- stahování dokumentů z elektronických informačních zdrojů
- meziknihovní výpůjční služba

### Další funkce
Portál navíc umožňuje:
- propojit jednotlivé účty v knihovnách, v nichž je čtenář registrován – díky tomu získává přístup k různým službám v rámci jednoho rozhraní
- RSS kanál, spravovat oblíbené tituly, sledovat knižní trendy a komentáře uživatelů
- generovat citace dokumentů
- vyhledávat nejbližší pobočky
- prohledávat tzv. centrální index

### Budoucí rozšíření funkcí
V budoucnu by se nabídka služeb měla navíc rozšířit o:
- službu dodávání dokumentů

Základní funkce (vyhledávání, generace citací) jsou přístupné všem uživatelům bez nutnosti přihlášení se do portálu. Uživatelé se mohou přihlásit pomocí svých dalších účtů (například přes Google, mojeID), s tímto přihlášením získávají možnost úpravy uživatelského nastavení a vkládat komentáře k jednotlivým publikacím. Teprve přihlášení přes účet knihovny, která je v projektu zapojená, uživatelům umožňuje spravovat své čtenářské konto.

## Vzhled portálu
Portál je zpřístupněn ve dvou jazykových verzích, konkrétně v češtině a angličtině. Hlavní stránka www.knihovny.cz je přednostně nastavena na záložku „katalog,“ ve které je pomocí základního vyhledávacího řádku možno vyhledávat ve více než 12 milionech záznamů dokumentů.
V základním vyhledávání je přidružena funkce našeptávače, díky kterému systém generuje různé možnosti dotazu, na základě již napsané části textu. Tyto varianty jsou rovnou také rozdělovány do skupin dle formálního hlediska (např. výraz je: název, autor, téma).
Využít lze také tzv. „pokročilé vyhledávání.“ V něm lze nadefinovat složitější dotazy. Lze například určit, jestli zadaný výraz má představovat název knihy nebo edice, autora, téma publikace, rok vydání, místo vydání atd. Vyhledávat lze také pomocí využití jedinečných identifikátorů ISBN, ISSN a ISMN.
Zadaný dotaz lze ještě blížeji specifikovat pomocí faset. Ty se po zobrazení výsledku dotazu nacházejí v levé části obrazovky. Upřesnit hledání lze s pomocí označení: instituce, typu dokumentu, typu výpůjčky, tématu, místa publikace, oboru, vydavatele, autora, jazyka, časového rozmezí vydání, žánru a země vydání.
U konkrétně zobrazeného záznamu publikace je kromě běžných údajů z bibliografického popisu, které známe z klasických knihovních katalogů, uvedena možnost výběru mezi institucemi, které danou publikaci mají ve svém fondu. Díky jednoduché volbě mezi institucemi lze snadno a rychle zjistit, pod jakou signaturou je kniha v daném fondu uložena, zda je k dispozici k vypůjčení, případně jestli ji lze zapůjčit prezenčně nebo absenčně apod.
V záložce „katalog“ jsou kromě vyhledávacího řádku přítomny tři ucelené bloky. Ty generují zejména čtenářská doporučení (nejčtenější knihy v roce 2015, oblíbení autoři, a dostupné e-knihy ke stažení).
K podobnému účelu, tedy k doporučování, nebo případnému prohledávání bez konkrétního dotazu, je určena záložka „inspirace.“ V té jsou knihy rozděleny do 5 bloků: znáte z kina a televize, audioknihy, Magnesia Litera, Nobelova cena za literaturu, čtení pro děti.
V této sekci webu je také umístěn přehled všech tematických oborů. Výběrem konkrétního zaměření je uživatel přesměrován na výsledky vyhledávání s daným věcným rozlišením.
Třetí základní záložka se nazývá „knihovny.“ V té jsou integrovány data z Centrálního adresáře knihoven a informačních institucí v ČR (báze ADR). Nalézt knihovnu lze podle města, ve kterém se nachází nebo podle jejího názvu. Do budoucna se plánuje vybudování fasetového vyhledávání. Díky tomu bude možno instituce prohledávat podle zaměření, kraje, či dalších parametrů.